# Paul Pressey
Paul Matthew Pressey (ur. 24 grudnia 1958 w Richmond) – amerykański koszykarz, skrzydłowy, kilkukrotnie zaliczany do składów najlepszych obrońców ligi NBA, późniejszy trener.
Na uczelni nosił ksywkę "Rubberband Man".
Jego córka – Angie Pressey uczęszczała University of California, w Berkeley, gdzie była zawodniczką siatkówki w zespole Golden Bear, który dotarł do rozgrywek NCAA Final Four (2007). Jego synowie – Matt Pressey oraz Phil występowali na uczelni Missouri. Pierwszy z nich przystąpił do draftu NBA w 2012 roku, jednak nie został wybrany przez żaden z zespołów. Phil przystąpił do niego rok później i również nie został wybrany. Podpisał jednak jako wolny agent umowę z Boston Celtics.

## Osiągnięcia

### NCAA
- Mistrz turnieju NIT (1981)[2]
- Zawodnik Roku konferencji Missouri Valley (1982)[2]
- Laureat nagrody Missouri Valley Conference's Newcomer of the Year (1981)[2]
- Wybrany do:
  - I składu MVC[2]
  - II składu All-American (1982)[4]
- Lider NCAA w przechwytach (1981)[2]
- Uczelnia zastrzegła należący do niego numer 25

### NBA
- Wybrany do:
  - I składu defensywnego NBA (1985, 1986)[1]
  - II składu defensywnego NBA (1987)[1]
- Uczestnik konkursu wsadów podczas NBA All-Star Weekend (1986 – 6. miejsce)[5]

### Trenerskie
- Mistrz NBA (1999 – jako asystent trenera)[6]